# Wyten
Wyten (ukrainisch Витень; russisch Витень Witen, polnisch Witeń) ist ein ukrainisches Dorf in der Oblast Wolyn mit etwa 90 Einwohnern (2001).

## Geographische Lage
Das Dorf befindet sich südlich eines Sumpfgebietes nahe der Grenze zu Belarus, welche nördlich verläuft. Die ehemalige Rajonshauptstadt Ratne befindet sich 22 Kilometer südlich und die Oblasthauptstadt Luzk 138 Kilometer südöstlich der Ortschaft.
Am 12. Juni 2020 wurde das Dorf ein Teil der Siedlungsgemeinde Ratne, bis dahin gehörte das Dorf zusammen mit den Dörfern Beresa (Береза), Wyschytschno (Вижично) und Wyssotschne (Височне) zur Landratsgemeinde Wyssotschne (Височненська сільська рада/Wyssotschnenska silska rada) im Norden des Rajons Ratne.
Am 17. Juli 2020 wurde der Ort Teil des Rajons Kowel.

## Geschichte
Bis 1918/21 gehörte die Ortschaft zum Russischen Reich und lag im Gouvernement Wolhynien, danach fiel sie an Polen und kam zur Woiwodschaft Wolhynien (Powiat Kowel, Gmina Górniki). Infolge des Hitler-Stalin-Pakts besetzte die Sowjetunion das Gebiet. Nach dem deutschen Überfall auf die Sowjetunion im Juni 1941 war der Ort bis 1944 unter deutscher Herrschaft im Reichskommissariat Ukraine. Nach dem Zweiten Weltkrieg kam das Dorf wieder zur Sowjetunion, wurde in die Ukrainische SSR eingegliedert und gehört seit dem Zerfall der Sowjetunion 1991 zur unabhängigen Ukraine.